# Elezioni comunali in Toscana del 2022
Le elezioni comunali in Toscana del 2022 si sono svolte il 12 giugno, con eventuale turno di ballottaggio il 26 giugno, in contemporanea con le elezioni amministrative nelle altre regioni italiane. Complessivamente, sono andati al voto 28 comuni toscani, di cui 5 con popolazione superiore ai 15.000 abitanti.

## Riepilogo sindaci eletti
Coalizione di centro-sinistra
     Coalizione di centro-destra
     Movimento 5 Stelle
     Liste civiche
     Commissario prefettizio
| Provincia     | Comune   | Popolazione legale (censimento 2011) | Sindaco uscente | Sindaco uscente             | Sindaco eletto | Sindaco eletto          | Primo turno | Primo turno | Secondo turno | Secondo turno | Seggi   |
| Provincia     | Comune   | Popolazione legale (censimento 2011) | Sindaco uscente | Sindaco uscente             | Sindaco eletto | Sindaco eletto          | Voti        | %           | Voti          | %             | Seggi   |
| ------------- | -------- | ------------------------------------ | --------------- | --------------------------- | -------------- | ----------------------- | ----------- | ----------- | ------------- | ------------- | ------- |
| Lucca         | Camaiore | 32.083                               |                 | Alessandro Del Dotto (PD)   |                | Marcello Pierucci (PD)  | 8.347       | 59,09       | —             | —             | 15 / 22 |
| Lucca         | Lucca    | 87.200                               |                 | Alessandro Tambellini (PD)  |                | Mario Pardini (Ind.)    | 12.278      | 34,35       | 16.920        | 51,03         | 20 / 32 |
| Massa-Carrara | Carrara  | 64.689                               |                 | Francesco De Pasquale (M5S) |                | Serena Arrighi (PD)     | 7.820       | 29,92       | 12.468        | 57,79         | 15 / 24 |
| Pistoia       | Pistoia  | 89.101                               |                 | Alessandro Tomasi (FdI)     |                | Alessandro Tomasi (FdI) | 20.192      | 51,49       | —             | —             | 20 / 32 |
| Pistoia       | Quarrata | 25.378                               |                 | Marco Mazzanti (PD)         |                | Gabriele Romiti (PD)    | 6.144       | 66,02       | —             | —             | 11 / 16 |

## Provincia di Arezzo

### Monte San Savino
| Candidati | Candidati                 | Voti  | %      | Liste                | Seggi |
| --------- | ------------------------- | ----- | ------ | -------------------- | ----- |
|           | Gianni Bennati ✔️ Sindaco | 1.329 | 33,14  | 52048 Rinasci        | 8     |
|           | Antonio Marzullo          | 1.317 | 32,84  | Per Monte San Savino | 2     |
|           | Claudio Valdambrini       | 1.249 | 31,15  | Monte al Centro      | 2     |
|           | Claudio Eminenti          | 115   | 2,87   | PCI                  | -     |
| Totale    | Totale                    | 4.179 | 100,00 |                      | 12    |

### Montemignaio
| Candidati | Candidati                     | Voti | %      | Liste                     | Seggi |
| --------- | ----------------------------- | ---- | ------ | ------------------------- | ----- |
|           | Roberto Perchitini ✔️ Sindaco | 269  | 78,89  | Per Montemignaio          | 7     |
|           | Alfredo Caruso                | 63   | 18,48  | Montemignaio Guarda Oltre | 3     |
|           | Mario Lombardi                | 9    | 2,64   | Partito Gay LGBT+         | -     |
| Totale    | Totale                        | 347  | 100,00 |                           | 10    |

## Città Metropolitana di Firenze

### Rignano sull'Arno
| Candidati | Candidati                  | Voti  | %      | Liste                                                    | Seggi |
| --------- | -------------------------- | ----- | ------ | -------------------------------------------------------- | ----- |
|           | Giacomo Certosi ✔️ Sindaco | 2.047 | 54,33  | Laboratorio Politico-Partito Democratico-Certosi Sindaco | 8     |
|           | Dominga Guerri             | 1.098 | 29,14  | Insieme per Rignano                                      | 3     |
|           | Rossano degl'Innocenti     | 319   | 8,47   | Per Rossano degl'Innocenti Sindaco                       | 1     |
|           | Michele Matrone            | 304   | 8,07   | Centrodestra per Rignano                                 | -     |
| Totale    | Totale                     | 3.904 | 100,00 |                                                          | 12    |

## Provincia di Grosseto

### Campagnatico
| Candidati | Candidati                 | Voti  | %      | Liste                      | Seggi |
| --------- | ------------------------- | ----- | ------ | -------------------------- | ----- |
|           | Elismo Pesucci ✔️ Sindaco | 640   | 51,04  | Solidarietà e Buon Governo | 7     |
|           | Luca Grisanti             | 614   | 48,96  | Insieme per Campagnatico   | 3     |
| Totale    | Totale                    | 1.308 | 100,00 |                            | 10    |

### Manciano
| Candidati | Candidati               | Voti  | %      | Liste                                   | Seggi |
| --------- | ----------------------- | ----- | ------ | --------------------------------------- | ----- |
|           | Mirco Morini ✔️ Sindaco | 2.087 | 56,18  | Manciano Idea Comune                    | 8     |
|           | Rossano Galli           | 1.628 | 43,82  | Tutti Unione dei Cittadini per Manciano | 4     |
| Totale    | Totale                  | 3.869 | 100,00 |                                         | 10    |

### Pitigliano
| Candidati | Candidati                   | Voti  | %      | Liste                  | Seggi |
| --------- | --------------------------- | ----- | ------ | ---------------------- | ----- |
|           | Giovanni Gentili ✔️ Sindaco | 1.116 | 51,29  | Pitigliano In Vita     | 8     |
|           | Pier Luigi Camilli          | 1.060 | 48,71  | Insieme per Pitigliano | 4     |
| Totale    | Totale                      | 1.116 | 100,00 |                        | 12    |

## Provincia di Livorno

### Campo nell'Elba
| Candidati | Candidati                  | Voti  | %      | Liste                  | Seggi |
| --------- | -------------------------- | ----- | ------ | ---------------------- | ----- |
|           | Davide Montauti ✔️ Sindaco | 1.626 | 70,21  | Insieme per Migliorare | 8     |
|           | Giancarlo Galli            | 690   | 29,79  | Scelta da Campo        | 4     |
| Totale    | Totale                     | 1.626 | 100,00 |                        | 12    |

### Marciana Marina
| Candidati | Candidati                   | Voti  | %      | Liste                | Seggi |
| --------- | --------------------------- | ----- | ------ | -------------------- | ----- |
|           | Gabriella Allori ✔️ Sindaco | 631   | 53,07  | Per Crescere Insieme | 7     |
|           | Flavio Mazzei               | 558   | 46,93  | Per Marciana Marina  | 3     |
| Totale    | Totale                      | 1.236 | 100,00 |                      | 10    |

### Porto Azzurro
| Candidati | Candidati                | Voti  | %      | Liste       | Seggi |
| --------- | ------------------------ | ----- | ------ | ----------- | ----- |
|           | Maurizio Papi ✔️ Sindaco | 1.156 | 54,02  | La Vela     | 8     |
|           | Enrico Tonietti          | 984   | 45,98  | Idea Comune | 4     |
| Totale    | Totale                   | 2.187 | 100,00 |             | 12    |

### Sassetta
| Candidati | Candidati                          | Voti | %      | Liste                | Seggi |
| --------- | ---------------------------------- | ---- | ------ | -------------------- | ----- |
|           | Alessandro Guarguaglini ✔️ Sindaco | 163  | 74,43  | Sassetta Democratica | 7     |
|           | Barbara Lazzerini                  | 56   | 25,57  | Sassetta Domani      | 3     |
| Totale    | Totale                             | 235  | 100,00 |                      | 10    |

## Provincia di Lucca

### Bagni di Lucca
| Candidati | Candidati                  | Voti  | %      | Liste                    | Seggi |
| --------- | -------------------------- | ----- | ------ | ------------------------ | ----- |
|           | Paolo Michelini ✔️ Sindaco | 1.218 | 43,81  | Per Guardare Avanti      | 8     |
|           | Massimo Adriano Betti      | 1.070 | 38,49  | Progetto Futuro          | 3     |
|           | Anna Maria Frigo           | 390   | 14,03  | Fratelli d'Italia        | 1     |
|           | Paolo Bianchi              | 102   | 3,67   | Bagni di Lucca al Centro | -     |
| Totale    | Totale                     | 2.862 | 100,00 |                          | 12    |

### Camaiore
| Candidati                   | Candidati                    | Voti   | %      | Liste                                    | Voti   | %      | Seggi |
| --------------------------- | ---------------------------- | ------ | ------ | ---------------------------------------- | ------ | ------ | ----- |
|                             | Marcello Pierucci ✔️ Sindaco | 8.347  | 59,09  | Partito Democratico                      | 3.726  | 29,09  | 7     |
| Riformisti ViviAmo Camaiore | Marcello Pierucci ✔️ Sindaco | 8.347  | 59,09  | 1.585                                    | 12,38  | 3      |       |
| Rinnovamenti                | Marcello Pierucci ✔️ Sindaco | 8.347  | 59,09  | 1.568                                    | 12,24  | 3      |       |
| Camaiore a Sinistra         | Marcello Pierucci ✔️ Sindaco | 8.347  | 59,09  | 1.053                                    | 8,22   | 2      |       |
|                             | Claudia Bonuccelli           | 5.103  | 36,12  | Fratelli d'Italia                        | 2.299  | 17,95  | 4     |
| Scelta Civica per Camaiore  | Claudia Bonuccelli           | 5.103  | 36,12  | 885                                      | 6,91   | 1      |       |
| Lega Salvini Premier        | Claudia Bonuccelli           | 5.103  | 36,12  | 568                                      | 4,44   | 1      |       |
| Forza Italia                | Claudia Bonuccelli           | 5.103  | 36,12  | 511                                      | 3,99   | 1      |       |
|                             | Enrico Marchetti             | 676    | 4,79   | Rifondazione Comunista-Potere al Popolo! | 612    | 4,78   | -     |
| Totale                      | Totale                       | 14.126 | 100,00 |                                          | 12.807 | 100,00 | 22    |

### Forte dei Marmi
| Candidati | Candidati              | Voti  | %      | Liste                             | Seggi |
| --------- | ---------------------- | ----- | ------ | --------------------------------- | ----- |
|           | Bruno Murzi ✔️ Sindaco | 2.569 | 64,82  | Bruno Murzi Sindaco Noi del Forte | 8     |
|           | Umberto Buratti        | 1.205 | 30,41  | Buratti Sindaco                   | 4     |
|           | Giuseppe Alaimo        | 189   | 4,77   | Centro Giuseppe Alaimo            | -     |
| Totale    | Totale                 | 4.046 | 100,00 |                                   | 12    |

### Lucca
| Candidati                                              | Candidati                                | Voti                                  | %      | Liste                                   | Voti   | %      | Seggi |
| ------------------------------------------------------ | ---------------------------------------- | ------------------------------------- | ------ | --------------------------------------- | ------ | ------ | ----- |
|                                                        | Francesco Raspini Accede al ballottaggio | 15.244                                | 42,65  | Partito Democratico                     | 5.444  | 17,17  | 5     |
| Lucca Futura                                           | Francesco Raspini Accede al ballottaggio | 15.244                                | 42,65  | 3.168                                   | 9,99   | 3      |       |
| Sinistra con Lucca - Sinistra Civica Ecologista        | Francesco Raspini Accede al ballottaggio | 15.244                                | 42,65  | 1.863                                   | 5,87   | 1      |       |
| Lucca è un grande Noi                                  | Francesco Raspini Accede al ballottaggio | 15.244                                | 42,65  | 1.547                                   | 4,88   | 1      |       |
| Lucca è Popolare – Volt                                | Francesco Raspini Accede al ballottaggio | 15.244                                | 42,65  | 1.418                                   | 4,47   | 1      |       |
| Europa Verde                                           | Francesco Raspini Accede al ballottaggio | 15.244                                | 42,65  | 650                                     | 2,05   | -      |       |
| Seggio assegnato al candidato sindaco                  | Seggio assegnato al candidato sindaco    | Seggio assegnato al candidato sindaco | 42,65  | 1                                       |        |        |       |
|                                                        | Mario Pardini Accede al ballottaggio     | 12.278                                | 34,35  | Fratelli d'Italia                       | 4.028  | 12,70  | 7     |
| Lucca 2032 - Mario Pardini Sindaco                     | Mario Pardini Accede al ballottaggio     | 12.278                                | 34,35  | 3.207                                   | 10,11  | 5      |       |
| Lega                                                   | Mario Pardini Accede al ballottaggio     | 12.278                                | 34,35  | 2,095                                   | 6,61   | 3      |       |
| Forza Italia - Unione di Centro                        | Mario Pardini Accede al ballottaggio     | 12.278                                | 34,35  | 1.161                                   | 3,66   | 2      |       |
| Centrodestra per Lucca                                 | Mario Pardini Accede al ballottaggio     | 12.278                                | 34,35  | 346                                     | 1,09   | -      |       |
|                                                        | Fabio Barsanti                           | 3.382                                 | 9,46   | Difendere Lucca (A)                     | 1.533  | 4,83   | 1     |
| Centrodestra per Barsanti (B)                          | Fabio Barsanti                           | 3.382                                 | 9,46   | 888                                     | 2,80   | 1      |       |
| Italexit (C)                                           | Fabio Barsanti                           | 3.382                                 | 9,46   | 332                                     | 1,05   | -      |       |
| Seggio assegnato al candidato sindaco                  | Seggio assegnato al candidato sindaco    | Seggio assegnato al candidato sindaco | 9,46   | 1                                       |        |        |       |
|                                                        | Andrea Colombini                         | 1.497                                 | 4,19   | No Green Pass                           | 860    | 2,71   | -     |
| Ancora Italia                                          | Andrea Colombini                         | 1.497                                 | 4,19   | 213                                     | 0,67   | -      |       |
|                                                        | Alberto Veronesi                         | 1.305                                 | 3,65   | Lucca sul Serio                         | 772    | 2,43   | -     |
| Veronesi Sindaco                                       | Alberto Veronesi                         | 1.305                                 | 3,65   | 354                                     | 1,12   | -      |       |
|                                                        | Elvio Cecchini                           | 1.058                                 | 2,96   | Elvio Cecchini Sindaco Lista Civile (D) | 603    | 1,90   | -     |
| Insieme Buonriposi & Impegno Civico per Lucca Marchini | Elvio Cecchini                           | 1.058                                 | 2,96   | 415                                     | 1,31   | -      |       |
|                                                        | Aldo Gottardo                            | 975                                   | 2,73   | Ambiente e Giustizia Sociale            | 815    | 2,57   | -     |
| Totale                                                 | Totale                                   | 35.739                                | 100,00 |                                         | 31,712 | 100,00 | 30    |

- Le liste contrassegnate dalle lettere (A), (B), (C) e (D) sono apparentate al secondo turno con il candidato Mario Pardini.

Ballottaggio
| Candidato | Candidato                | Voti   | %     |
| --------- | ------------------------ | ------ | ----- |
|           | Mario Pardini ✔️ Sindaco | 16.920 | 51,03 |
|           | Francesco Raspini        | 16.235 | 48,97 |

### Porcari
| Candidati | Candidati                      | Voti  | %      | Liste                   | Seggi |
| --------- | ------------------------------ | ----- | ------ | ----------------------- | ----- |
|           | Leonardo Fornaciari ✔️ Sindaco | 2.117 | 55,16  | Viviamo Porcari         | 8     |
|           | Barbara Pisani                 | 1.721 | 44,84  | La Porcari Che Vogliamo | 4     |
| Totale    | Totale                         | 3.838 | 100,00 |                         | 12    |

## Provincia di Massa-Carrara

### Aulla
| Candidati | Candidati                    | Voti  | %     | Liste             | Seggi |
| --------- | ---------------------------- | ----- | ----- | ----------------- | ----- |
|           | Roberto Valettini ✔️ Sindaco | 3.233 | 58,76 | Aulla Nel Cuore   | 11    |
|           | Filippo Coppelli             | 2.269 | 41,24 | Insieme in Comune | 5     |
| Totale    | Totale                       | 5.502 | 100   |                   | 16    |

### Carrara
| Candidati                     | Candidati                             | Voti                        | %     | Liste                   | Voti   | %     | Seggi |
| ----------------------------- | ------------------------------------- | --------------------------- | ----- | ----------------------- | ------ | ----- | ----- |
|                               | Serena Arrighi Accede al ballottaggio | 7.820                       | 29,92 | Partito Democratico     | 3.504  | 14,22 | 8     |
| Serena Arrighi Sindaca        | Serena Arrighi Accede al ballottaggio | 7.820                       | 29,92 | 2.924                   | 11,87  | 6     |       |
| Partito Repubblicano Italiano | Serena Arrighi Accede al ballottaggio | 7.820                       | 29,92 | 703                     | 2,85   | 1     |       |
| Sinistra Civica Ecologista    | Serena Arrighi Accede al ballottaggio | 7.820                       | 29,92 | 246                     | 1,00   | -     |       |
| Europa Verde                  | Serena Arrighi Accede al ballottaggio | 7.820                       | 29,92 | 131                     | 0,53   | -     |       |
|                               | Simone Caffaz Accede al ballottaggio  | 4.948                       | 18,93 | Simone Caffaz Sindaco   | 1.844  | 7,48  | 1     |
| Lega                          | Simone Caffaz Accede al ballottaggio  | 4.948                       | 18,93 | 1.484                   | 6,02   | 1     |       |
| Il centrodestra siamo noi     | Simone Caffaz Accede al ballottaggio  | 4.948                       | 18,93 | 496                     | 2,01   | -     |       |
| Capitale Carrara              | Simone Caffaz Accede al ballottaggio  | 4.948                       | 18,93 | 471                     | 1,91   | -     |       |
| Carrara Futura                | Simone Caffaz Accede al ballottaggio  | 4.948                       | 18,93 | 297                     | 1,21   | -     |       |
| Npsi liberali socialisti      | Simone Caffaz Accede al ballottaggio  | 4.948                       | 18,93 | 133                     | 0,54   | -     |       |
| Seggio al candidato sindaco   | Seggio al candidato sindaco           | Seggio al candidato sindaco | 18,93 | 1                       |        |       |       |
|                               | Andrea Vannucci                       | 4.472                       | 17,11 | Carrara Democratica (A) | 1.491  | 6,05  | 1     |
| Fratelli d'Italia (A)         | Andrea Vannucci                       | 4.472                       | 17,11 | 1.242                   | 5,04   | 1     |       |
| Forza Italia (A)              | Andrea Vannucci                       | 4.472                       | 17,11 | 964                     | 3,91   | -     |       |
| Insieme per Carrara (A)       | Andrea Vannucci                       | 4.472                       | 17,11 | 606                     | 2,46   | -     |       |
| Seggio al candidato sindaco   | Seggio al candidato sindaco           | Seggio al candidato sindaco | 17,11 | 1                       |        |       |       |
|                               | Cosimo Ferri                          | 3.946                       | 15,10 | Lista Ferri (A)         | 1.760  | 7,14  | -     |
| Partito Socialista Italiano   | Cosimo Ferri                          | 3.946                       | 15,10 | 1.566                   | 6,35   | -     |       |
| #PrimaCarrara (A)             | Cosimo Ferri                          | 3.946                       | 15,10 | 343                     | 1,39   | -     |       |
| Seggio al candidato sindaco   | Seggio al candidato sindaco           | Seggio al candidato sindaco | 15,10 | 1                       |        |       |       |
|                               | Rigoletta Vincenti                    | 3.574                       | 13,68 | Movimento 5 Stelle      | 1.362  | 5,53  | 1     |
| Vincenti per Carrara          | Rigoletta Vincenti                    | 3.574                       | 13,68 | 996                     | 4,04   | -     |       |
| Uniti a sinistra con Vincenti | Rigoletta Vincenti                    | 3.574                       | 13,68 | 849                     | 3,45   | -     |       |
| Seggio al candidato sindaco   | Seggio al candidato sindaco           | Seggio al candidato sindaco | 13,68 | 1                       |        |       |       |
|                               | Vittorio Briganti                     | 676                         | 2,59  | La Comune               | 636    | 2,58  | -     |
|                               | Elvino Vatteroni                      | 645                         | 2,47  | Italexit                | 553    | 2,24  | -     |
|                               | Ferdinando Locani                     | 54                          | 0,21  | Movimento Italia Sì     | 42     | 0,17  | -     |
| Totale                        | Totale                                | 26.135                      | 100   |                         | 24.643 | 100   | 24    |

- La lista contrassegnata con la lettera (A) è apparentata al secondo turno con il candidato Simone Caffaz.

1. ↑  La lista include candidati di PRC, Art. 1 e SI.[38]
2. ↑  lista sostenuta da Sinistra Anticapitalista.

Ballottaggio
| Candidati | Candidati                 | Voti   | %     |
| --------- | ------------------------- | ------ | ----- |
|           | Serena Arrighi ✔️ Sindaco | 12.468 | 57,79 |
|           | Simone Caffaz             | 9.106  | 42,21 |
| Totale    | Totale                    | 21.574 | 100   |

### Mulazzo
| Candidati | Candidati                | Voti  | %     | Liste                        | Seggi |
| --------- | ------------------------ | ----- | ----- | ---------------------------- | ----- |
|           | Claudio Novoa ✔️ Sindaco | 880   | 57,44 | Insieme per il Nostro Futuro | 7     |
|           | Giorgio Santi            | 616   | 40,21 | Cambiamo Insieme Mulazzo     | 3     |
|           | Luisito Caldi            | 36    | 2,35  | Forza Lega                   | -     |
| Totale    | Totale                   | 1.532 | 100   |                              | 10    |

### Zeri
| Candidati | Candidati                    | Voti | %     | Liste                     | Seggi |
| --------- | ---------------------------- | ---- | ----- | ------------------------- | ----- |
|           | Cristian Petacchi ✔️ Sindaco | 531  | 89,85 | Zeri Rinasce              | 7     |
|           | Chiara Cavellini             | 60   | 10,15 | Crescere Insieme per Zeri | 3     |
| Totale    | Totale                       | 591  | 100   |                           | 10    |

## Provincia di Pisa

### Bientina
| Candidati | Candidati                 | Voti  | %      | Liste              | Seggi |
| --------- | ------------------------- | ----- | ------ | ------------------ | ----- |
|           | Dario Carmassi ✔️ Sindaco | 2.226 | 61,59  | Uniti per Bientina | 8     |
|           | Corrado Guidi             | 1.238 | 34,26  | Bientina Nel Cuore | 4     |
|           | Alessandro Manfrin        | 150   | 4,15   | Italexit           | -     |
| Totale    | Totale                    | 3.988 | 100,00 |                    | 12    |

### Riparbella
| Candidati | Candidati                 | Voti | %      | Liste              | Seggi |
| --------- | ------------------------- | ---- | ------ | ------------------ | ----- |
|           | Salvatore Neri ✔️ Sindaco | 499  | 74,92  | Siamo Riparbella   | 7     |
|           | Rolando Ciofi             | 167  | 25,08  | Viviamo Riparbella | 3     |
| Totale    | Totale                    | 666  | 100,00 |                    | 10    |

## Provincia di Pistoia

### Marliana
| Candidati | Candidati                   | Voti  | %      | Liste                       | Seggi |
| --------- | --------------------------- | ----- | ------ | --------------------------- | ----- |
|           | Federico Bruschi ✔️ Sindaco | 584   | 35,94  | Vivi Marliana               | 8     |
|           | Marco Traversari            | 471   | 28,98  | Marliana alla Luce del Sole | 2     |
|           | Jonathan Innocenti          | 419   | 25,78  | Noi per Marliana            | 2     |
|           | Francesco Natali            | 151   | 9,29   | Marliana al Centro          | -     |
| Totale    | Totale                      | 1.625 | 100,00 |                             | 12    |

### Pistoia
| Candidati                          | Candidati                    | Voti                        | %     | Liste                                                     | Voti   | %     | Seggi |
| ---------------------------------- | ---------------------------- | --------------------------- | ----- | --------------------------------------------------------- | ------ | ----- | ----- |
|                                    | Alessandro Tomasi ✔️ Sindaco | 20.192                      | 51,49 | Ale Tomasi Sindaco                                        | 6.341  | 17,32 | 7     |
| Fratelli d'Italia                  | Alessandro Tomasi ✔️ Sindaco | 20.192                      | 51,49 | 5.199                                                     | 14,20  | 6     |       |
| Forza Italia                       | Alessandro Tomasi ✔️ Sindaco | 20.192                      | 51,49 | 3.445                                                     | 9,41   | 4     |       |
| Amo Pistoia 2040                   | Alessandro Tomasi ✔️ Sindaco | 20.192                      | 51,49 | 2.045                                                     | 5,59   | 2     |       |
| Lega                               | Alessandro Tomasi ✔️ Sindaco | 20.192                      | 51,49 | 1.524                                                     | 4,16   | 1     |       |
|                                    | Federica Fratoni             | 11.107                      | 28,32 | Partito Democratico                                       | 7.475  | 20,42 | 7     |
| Civici e Riformisti                | Federica Fratoni             | 11.107                      | 28,32 | 2.128                                                     | 5,81   | 1     |       |
| Movimento 5 Stelle                 | Federica Fratoni             | 11.107                      | 28,32 | 657                                                       | 1,79   | -     |       |
| Pistoia Progresso                  | Federica Fratoni             | 11.107                      | 28,32 | 421                                                       | 1,15   | -     |       |
| Seggio al candidato sindaco        | Seggio al candidato sindaco  | Seggio al candidato sindaco | 28,32 | 1                                                         |        |       |       |
|                                    | Francesco Branchetti         | 4.947                       | 12,61 | Sinistra per Branchetti - Pistoia Progressista Ecologista | 2.953  | 8,07  | 2     |
| Il Sole per Tutti                  | Francesco Branchetti         | 4.947                       | 12,61 | 934                                                       | 2,55   | -     |       |
| Europa Verde                       | Francesco Branchetti         | 4.947                       | 12,61 | 444                                                       | 1,21   | -     |       |
| Seggio al candidato sindaco        | Seggio al candidato sindaco  | Seggio al candidato sindaco | 12,61 | 1                                                         |        |       |       |
|                                    | Iacopo Vespignani            | 1.005                       | 2,56  | Pistoia Davvero                                           | 1.126  | 3,08  | -     |
|                                    | Samuela Breschi              | 600                         | 1,53  | Onda Etica                                                | 633    | 1,73  | -     |
|                                    | Carla Breschi                | 594                         | 1,51  | Italexit                                                  | 358    | 0,98  | -     |
| Ancora Italia - Pistoia altrimenti | Carla Breschi                | 594                         | 1,51  | 172                                                       | 0,47   | -     |       |
|                                    | Roberto Bardi                | 449                         | 1,14  | Partito Comunista                                         | 452    | 1,23  | -     |
|                                    | Alessia Balia                | 262                         | 0,67  | Movimento 3V                                              | 243    | 0,66  | -     |
|                                    | Luca Sforzi                  | 62                          | 0,16  | Liberisti Italiani                                        | 55     | 0,15  | -     |
| Totale                             | Totale                       | 39.218                      | 100   |                                                           | 36.605 | 100   | 32    |

### Quarrata
| Candidati                                 | Candidati                  | Voti  | %      | Liste               | Voti  | %      | Seggi |
| ----------------------------------------- | -------------------------- | ----- | ------ | ------------------- | ----- | ------ | ----- |
|                                           | Gabriele Romiti ✔️ Sindaco | 6.144 | 66,02  | Partito Democratico | 4.295 | 47,83  | 9     |
| Siamo Quarrata                            | Gabriele Romiti ✔️ Sindaco | 6.144 | 66,02  | 542                 | 6,04  | 1      |       |
| Riformisti-Italia Viva-Quarrata al Centro | Gabriele Romiti ✔️ Sindaco | 6.144 | 66,02  | 520                 | 5,79  | 1      |       |
| Sinistra Pace Ambiente                    | Gabriele Romiti ✔️ Sindaco | 6.144 | 66,02  | 425                 | 4,73  | -      |       |
| FC Futuro Civico                          | Gabriele Romiti ✔️ Sindaco | 6.144 | 66,02  | 178                 | 1,98  | -      |       |
|                                           | Stefano Nigi               | 3.162 | 33,98  | Fratelli d'Italia   | 1.745 | 19,43  | 3     |
| Lega Salvini Premier                      | Stefano Nigi               | 3.162 | 33,98  | 852                 | 9,49  | 1      |       |
| Forza Italia                              | Stefano Nigi               | 3.162 | 33,98  | 422                 | 4,70  | -      |       |
| Totale                                    | Totale                     | 9.306 | 100,00 |                     | 8.979 | 100,00 | 15    |

### San Marcello Piteglio
| Candidati | Candidati             | Voti  | %      | Liste              | Seggi |
| --------- | --------------------- | ----- | ------ | ------------------ | ----- |
|           | Luca Marmo ✔️ Sindaco | 2.001 | 59,89  | Insieme            | 8     |
|           | Franco Del Re         | 1.000 | 29,93  | Prospettiva Futuro | 3     |
|           | Carlo Vivarelli       | 340   | 10,18  | Cambiare           | 1     |
| Totale    | Totale                | 3.341 | 100,00 |                    | 12    |

### Serravalle Pistoiese
| Candidati | Candidati                | Voti  | %      | Liste                                  | Seggi |
| --------- | ------------------------ | ----- | ------ | -------------------------------------- | ----- |
|           | Piero Lunardi ✔️ Sindaco | 2.876 | 53,48  | Uniti per Serravalle                   | 11    |
|           | Sandro Cioni             | 1.886 | 35,07  | Insieme Centro Sinistra per Serravalle | 5     |
|           | Giulia Romani            | 309   | 5,75   | PCI-Rifondazione Comunista             | -     |
|           | Elena Bardelli           | 307   | 5,71   | Serravalle Civica                      | -     |
| Totale    | Totale                   | 5.378 | 100,00 |                                        | 16    |

## Provincia di Siena

### Montalcino
| Candidati | Candidati                       | Voti  | %      | Liste                       | Seggi |
| --------- | ------------------------------- | ----- | ------ | --------------------------- | ----- |
|           | Silvio Franceschelli ✔️ Sindaco | 1.602 | 80,26  | Uniti con Franceschelli     | 8     |
|           | Angelo Cosseddu                 | 394   | 19,74  | Per Angelo Cosseddu Sindaco | 4     |
| Totale    | Totale                          | 1.996 | 100,00 |                             | 12    |

### Sarteano
| Candidati | Candidati                  | Voti  | %      | Liste                        | Seggi |
| --------- | -------------------------- | ----- | ------ | ---------------------------- | ----- |
|           | Francesco Landi ✔️ Sindaco | 1.436 | 75,62  | Centro Sinistra per Sarteano | 8     |
|           | Elena Favetti              | 463   | 24,38  | Sarteano Civica              | 4     |
| Totale    | Totale                     | 1.899 | 100,00 |                              | 12    |